# Prosper Demontzey
Louis Gabriel Prosper Demontzey est un ingénieur français des Eaux et Forêts, né le 21 septembre 1831 à Saint-Dié, et mort à Aix-en-Provence le 21 février 1898. L’un des principaux ingénieurs ayant expérimenté et mis en œuvre les techniques de reboisement en montagne et de la lutte contre l'érosion des torrents, il a développé le service de la Restauration des terrains en montagne au sein de l'administration des Eaux et Forêts et est responsable du reboisement massif des Alpes du Sud. L'extinction du torrent du Labouret, l'affaiblissement du Riou-Bourdoux en Ubaye sont ses principales réalisations.

## Biographie
Prosper Demontzey fréquente les collèges de Saint-Dié, puis de Strasbourg, avec son ami d'enfance Jules Ferry. En 1848-1850, il est à Paris où il est enthousiasmé par les évènements de la Révolution française de 1848.
Élève de l'école nationale forestière de Nancy, puis sous-inspecteur des forêts en Algérie jusqu'en 1863, il revient en métropole pour mettre en œuvre les recommandations de Surell en associant des techniques de génie civil et de biologie en lançant des travaux au col du Labouret. En 1868, il est nommé chef du reboisement à  Digne-les-Bains. Il est nommé à la tête de l'Inspection Générale de la Restauration des Terrains en Montagne (R.T.M).Il devient alors pour sa postérité l'emblème des forestiers « étatistes ». Il fut ensuite conservateur des Eaux et Forêts à Aix-en-Provence (où il se retirera à sa retraite), puis chef du service de reboisement au ministère de l’Agriculture à Paris et devint le 22 mai 1882 correspondant de l’Académie des sciences.

## Distinctions
- Officier de la Légion d'honneur.

## Hommages toponymiques
Par ordre alphabétique des villes :
- un parc Demontzey à Le Vernet ;
- une avenue Demontzey à Digne-les-Bains ;
- une rue Demontzey à Nice ;
- un chemin Demontzey à Toulon ;
- un chemin Prosper Demontzey à Cauterets ;
- un kiosque Demontzey à Villars-Colmars.

## Ouvrages et publications
- Direction générale des forêts. Reboisement des montagnes (Exécution des lois du 28 juillet 1860 et du 8 juin 1864). Compte rendu des travaux de 1869 à 1874. Rapport de M. Demontzey, Inspecteur des forêts. Paris, Imprimerie nationale, 1875, in-4°, 20 pp., 2 planches en couleur dépliantes hors texte, contenant 6 figures. (BNF : 4-LF177-89 (1869-1874))
- Exposition universelle de 1878. Ministère de l'agriculture et du commerce. Administration des forêts. Notice sur les cartes, dessins, modèles et ouvrages relatifs aux travaux du service de reboisement des montagnes dans le bassin de la Durance (Basses et Hautes-Alpes). Rédigée par P. Demontzey, Conservateur des forêts, Ancien chef du service de reboisement des Basses-Alpes. Paris, Imprimerie nationale, 1878, in-4°, 52 pp., BNF : absent (BMG : Vh.459)
- Traité pratique du reboisement et du gazonnement des montagnes. Deuxième édition, revue et augmentée. Paris, J. Rothschild, Éditeur, 1882, in-8°, [4]-XXXI-528 pp., tableaux dans le texte, 105 figures dont 97 figures dans le texte et 8 figures en 5 planches dépliantes hors texte, dont une rehaussée de deux couleurs (BNF : 8-S-2385), lire en ligne sur Gallica
- La restauration des terrains en montagne au Pavillon des forêts. Exposition universelle de 1889. Ministère de l'Agriculture. Administration des forêts. Paris, Impr. nouvelle, 1889, in-8°, 168 p. (BNF : 8-S-6574), lire en ligne sur Gallica
- Le Reboisement des montagnes et l'extinction des torrents, conférence faite à l'Association française pour l'avancement des sciences, le 14 mars 1891. Paris, Administration des deux revues, 1891, in-8°, 45 p. (BNF : 8 - S PIECE-5408)
- L'extinction des torrents en France par le reboisement. Paris, Imp. nationale, 1894, in-fol., 2 volumes, XI-449 p., 32 pl. et atlas de III-9 p. et 127 pl. reproduites en phototypie par Ch. Kuss  (BNF : Fol-S-685)

## Sources
- La Bibliothèque Dauphinoise : Prosper Demontzey